# Mràmorne
Mràmorne (en (ucraïnès): Мраморне, en rus: Мраморное, Mràmornoie) és un poble de la República Autònoma de Crimea, a Ucraïna, que el 2014 tenia 158 habitants. Pertany al districte de Simferòpol.